# Жанна де Валуа (1556)
Принцесса Жанна де Валуа  (фр. Jeanne de Valois; 24 июня 1556 года, Фонтенбло) — мертворождённая дочь короля Франции Генриха II и Екатерины Медичи, сестра-близнец Виктории де Валуа, пережившей её на полтора месяца.

## Биография
Эта беременность была для 37-летней королевы девятой (причём все её дети, кроме одного, к тому моменту были живы). Роды, которые произошли в День святого Иоанна Крестителя, были тяжёлыми и, как сообщает испанский посол Симон Ренар (en), едва не стали причиной смерти Екатерины Медичи. После рождения первой из близнецов — Виктории — роженица начала слабеть. Чтобы спасти её жизнь, хирургам пришлось сломать у Жанны ножки, чтобы достать её из утробы. Жанна умерла, так и не появившись на свет и пролежав в утробе матери мёртвой в течение нескольких часов.
Несмотря на свою смерть до рождения, мёртвая принцесса всё-таки была крещена и получила имя Жанна, очень популярное в династии Валуа.
Её сестра Виктория прожила шесть недель. Обе они были погребены в королевской усыпальнице в базилике Сен-Дени в Париже вместе со своим отцом (умершим 3 годами позднее) и братом Людовиком.
Изображение сестёр, несмотря на то что одна из них родилась мёртвой, сохранилось в «Часослове Екатерины Медичи» вместе с их братом Людовиком, также умершим в детстве.
После родов врачи посоветовали королевской чете больше не думать о рождении новых детей; после этого совета Генрих прекратил посещать спальню своей супруги, проводя всё свободное время со своей фавориткой Дианой де Пуатье.